# Oxid titanatý
Oxid titanatý (TiO) je jedním z oxidů titanu, který v něm má oxidační číslo II. Může se vyskytovat v atmosféře chladnějších hvězd.